# Mîhailivka (Mîhailivka), Nîjnohirskîi
Mîhailivka (în ucraineană Михайлівка) este localitatea de reședință a comunei Mîhailivka din raionul Nîjnohirskîi, Republica Autonomă Crimeea, Ucraina.

## Demografie
Componența lingvistică a localității Mîhailivka
     Rusă (83,73%)
     Ucraineană (15,93%)
     Alte limbi (0,27%)
Conform recensământului din 2001, majoritatea populației localității Mîhailivka era vorbitoare de rusă (83,73%), existând în minoritate și vorbitori de ucraineană (15,93%).